# NGC 7373
NGC 7373 ist eine linsenförmige Galaxie vom Hubble-Typ SAB0 im Sternbild Pegasus am Nordsternhimmel. Sie ist schätzungsweise 216 Millionen Lichtjahre von der Milchstraße entfernt und hat einen Durchmesser von etwa 80.000 Lj.
Im selben Himmelsareal befinden sich u. a. die Galaxien NGC 7367 und NGC 7376.
Das Objekt wurde am 11. August 1864 von Albert Marth entdeckt.